# Каркач, Павел Михайлович
Павел Михайлович Каркач (укр. Павло Михайлович Каркач; род. 24 февраля 1937, село Тарановка, Змиевской район, Харьковская область, Украинская ССР, СССР — 26 июля 2022) — советский и украинский учёный-правовед, специалист в области уголовного процесса и работник органов прокуратуры. Прокурор Харьковской области с 1996 по 1997 год, а затем ректор Института повышения квалификации Генеральной прокуратуры Украины и профессор кафедры уголовного процесса Национальной юридической академии Украины имени Ярослава Мудрого. Кандидат юридических наук (1989), профессор (1997). Заслуженный юрист Украины (2004) и Почётный гражданин Харькова (2012).

## Биография
Павле Каркач родился 24 февраля 1937 года в селе Тарановка Змиёвского района Харьковской области. В некоторых источниках указывается, что его предком был Иван Каркач — один из предполагаемых основателей города Харькова. Во время Великой Отечественной войны погиб отец Павла. Начиная с 12 лет он начал подрабатывать, а с 14 уже полноценно работал. Окончив школу поступил в Харьковский строительный техникум, после окончания которого был направлен работать по распределению мастером в один из строительных трестов, который находился в Тульской области. Затем проходил срочную службу в Вооружённых силах СССР в Дербенте Дагестанской АССР.
После демобилизации поступил в Харьковский юридический институт на дневное отделение, но из-за тяжёлого материального положения перевёлся на заочное отделение и начал работать в строительном цеху завода «Серп и Молот». В 1965 году он окончил Харьковский юридический институт  и начал работать в органах прокуратуры Украинской ССР, сначала был помощником прокурора Первомайского района Харьковской области, но спустя девять месяцев был назначен на должность прокурора Зачепиловского района. Затем, продолжая работать в органах прокуратуры последовательно занимал должности прокурора Валковского района Харьковской области, начальника отдела по надзору за рассмотрением в судах уголовных дел прокуратуры Харьковской области, начальника следственного управления Харьковского городской прокуратуры, а потом на протяжении восьми лет (с 1978 по 1986 год) возглавлял Харьковскую городскую прокуратуру. Работая в прокуратуре у него сложились хорошие отношения с прокурором Харьковской области Иваном Цесаренко, он был его «доверенным лицом».
В 1987 году Кракач начал совмещать работу в прокуратуре с преподавательской деятельностью в Харьковском юридическом институте, где сначала занял должность старшего преподавателя, а затем доцента. В 1989 году Каркач в Харьковском юридическом институте под научным руководством профессора Ю. М. Грошевого и с официальными оппонентами профессором А. Д. Берензоном и доцентом В. В. Долежаном успешно защитил диссертацию на соискание учёной степени кандидата юридических наук, а в 1991 году ему было присвоено учёное звание доцента. По разным данным, в феврале или осенью 1996 года Павел Каркач стал прокурором Харьковской области. Занимая эту должность он стал инициатором создания музея истории прокуратуры Харьковской области, который был открыт 7 мая 1997 года, и стал единственным музеем подобного рода в Украине. Также он был инициатором открытия стелы в честь работников прокуратуры Харьковской области — участников Великой Отечественной войны. Продолжал занимать должность областного прокурора до июля 1997 года, а затем стал ректором Института повышения квалификации Генеральной прокуратуры Украины. В том же году ему было присвоено профессорское учёное звание. Имел классный чин государственного советника юстиции 3-го класса.
Начиная с 2000 (по другим данным — декабря 1999) года он работал на должности профессора на кафедре организации судебных и правоохранительных органов Национальной юридической академии Украины имени Ярослава Мудрого. Занимался исследованием истории и развития института прокурорского надзора на Украине, подготовкой учёных-правоведов — стал научным руководителем для восьми (по другим данным — шести или четырёх) кандидатов юридических наук, а также участвовал в работе над проектом закона Украины «О прокуратуре».
После смерти И. Е. Марочкина, в 2014—2015 годах был исполняющим обязанности заведующего кафедрой. По состоянию на февраль 2017 года продолжал работать на кафедре, занимался научно-преподавательской деятельность.
Павел Михайлович скончался 26 июля 2022 года. В некрологе опубликованном Национальным юридическим университетом имени Ярослава Мудрого, говорилось, что «Он всегда был оптимистом с хорошим чувством юмора. До самого своего последнего дыхания это был настоящий человек, для которого справедливость, честь, порядочность — это не просто слова, а черты его характера. Он постоянно беспокоился о судьбе Харькова, Украины, родного университета, прокуратуры. Павел Михайлович покорял с первого взгляда своей порядочностью и правильностью».

## Награды

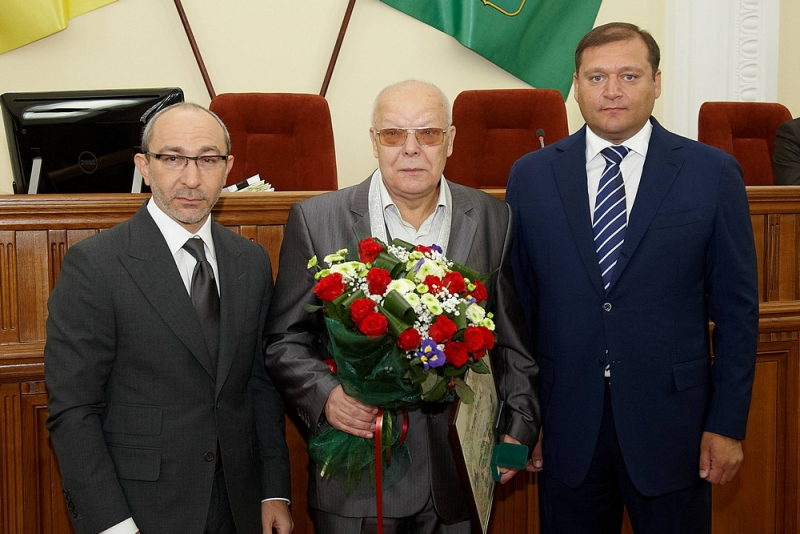
Председатель Харьковской областной государственной администрации Михаил Добкин и Харьковский городской голова Геннадий Кернес вручают знаки Почётного гражданина Харькова Павлу Каркачу. 26 сентября 2012 года

Павел Михайлович был удостоен ряда государственных, региональных и научных наград и отличий:
- Почётное звание «Заслуженный юрист Украины» (Указ Президента Украины[укр.] № 1456/2004 от 9 декабря 2004) — «за весомый вклад в подготовку высококвалифицированных специалистов, многолетнюю плодотворную научную и педагогическую деятельность и по случаю 200-летия учебного заведения»[17];
- Орден «За заслуги» III степени (Указ Президента Украины № 635/97 от 11 июля 1997) — «за заслуги в укреплении законности и правопорядка, многолетний добросовестный труд в органах прокуратуры»[18];
- Орден «Знак Почёта» (1986);
- Медаль «Ветеран труда» (1982);
- Медаль «В ознаменование 100-летия со дня рождения Владимира Ильича Ленина»;
- Почётный гражданин Харькова (Вручён 26 сентября 2012)[19];
- Нагрудный знак «Почётный работник прокуратуры» (1981);
- Нагрудный знак «Благодарность за добросовестную службу в органах прокуратуры» (2007);
- Нагрудный знак «Ветеран прокуратуры Украины» (2008);
- Премия имени Ярослава Мудрого, в номинации «За подготовку и издание учебников для студентов юридических специальностей высших заведений образования» (2009) — «за цикл учебников и учебных пособий по организации судебных и правоохранительных органов»[20];
- Государственная стипендия для выдающихся деятелей образования (2012).